# 山崎徳之
山崎 徳之（やまざき のりゆき、1971年11月17日 - ）は、日本の実業家。ZETA株式会社代表取締役。
堀江貴文や熊谷史人などの逮捕を受け後任として株式会社ライブドアの代表取締役を務めた。

## 経歴
- 1990年3月 - 長野県野沢北高等学校卒業
- 1995年3月 - 青山学院大学理工学部卒業[3]
- 1995年4月 - デジタルテクノロジー株式会社入社[1]
- 1996年11月 - 株式会社アスキー入社[1]
- 1997年10月 - ソニーコミュニケーションネットワーク株式会社入社[1]
- 2000年5月 - 株式会社オン・ザ・エッヂ（現ライブドア）入社[1]
- 2001年12月 - 株式会社オン・ザ・エッヂ（現ライブドア）取締役就任[1]
- 2003年9月 - 米国でRedSIPを創業[1]
- 2005年8月 - プラネックスコミュニケーションズ株式会社 取締役副社長就任
- 2006年2月22日 - 株式会社ライブドア 代表取締役就任[4]
- 2006年6月14日 - 株式会社ライブドア 代表取締役退任
- 2006年6月 - 株式会社ゼロスタート（現ZETA株式会社）を設立 代表取締役社長就任
- 2021年7月 - サイジニア株式会社（現ZETA株式会社） 取締役社長就任
- 2024年4月 - サイジニア株式会社（現ZETA株式会社） 代表取締役社長就任